# Campeonato Santomense de Futebol
Campeonato Santomense de Futebol jest najwyższą piłkarską klasą rozgrywkową na Wyspach Świętego Tomasza i Książęcej. Liga powstała w 1977 roku.

## Drużyny w sezonie 2011
- 6 de Setembro Praia
- Bairros Unidos Caixão Grande
- CD Guadalupe
- Cruz Vermelha Almeirim
- FC Neves
- FC Ribeira Peixe
- Oque d'El Rei
- Santana FC
- Sporting Praia Cruz
- UDESCAI Água Izé
- UDRA São João dos Angolares
- Vitória Riboque

## Mistrzowie
| - 1977: Vitória Riboque - 1978: Vitória Riboque - 1979: Vitória Riboque - 1980: CD Guadalupe - 1981: CD Guadalupe - 1982: Sporting Praia Cruz - 1983: nie rozgrywano - 1984: Andorinha SC - 1985: Sporting Praia Cruz - 1986: Vitória Riboque - 1987: nie rozgrywano |  | - 1988: 6 de Setembro Praia - 1989: Vitória Riboque - 1990: GD Os Operários - 1991: Santana FC - 1992: nie rozgrywano - 1993: GD Os Operários - 1994: Sporting Praia Cruz - 1995: Inter Bom-Bom - 1996: Caixão Grande - 1997: nie rozgrywano - 1998: GD Os Operários |  | - 1999: Sporting Praia Cruz - 2000: Inter Bom-Bom - 2001: Bairros Unidos Caixão Grande - 2002: nie rozgrywano - 2003: Inter Bom-Bom - 2004: GD Os Operários - 2005: nie rozgrywano - 2006: nie rozgrywano - 2007: Sporting Praia Cruz - 2008: nie rozgrywano - 2009/2010: GD Sundy |

## Podsumowanie
| Klub                | Liczba tytułów | Ostatni tytuł |
| ------------------- | -------------- | ------------- |
| Vitória Riboque     | 5              | 1989          |
| Sporting Praia Cruz | 5              | 2007          |
| GD Os Operários     | 4              | 2004          |
| Inter Bom-Bom       | 3              | 2003          |
| CD Guadalupe        | 2              | 1981          |
| 6 de Setembro Praia | 1              | 1988          |
| Andorinha SC        | 1              | 1984          |
| Bairros Unidos FC   | 1              | 2001          |
| Caixão Grande       | 1              | 1996          |
| Santana FC          | 1              | 1991          |
| GD Sundy            | 1              | 2009/2010     |